# Exhibition Road

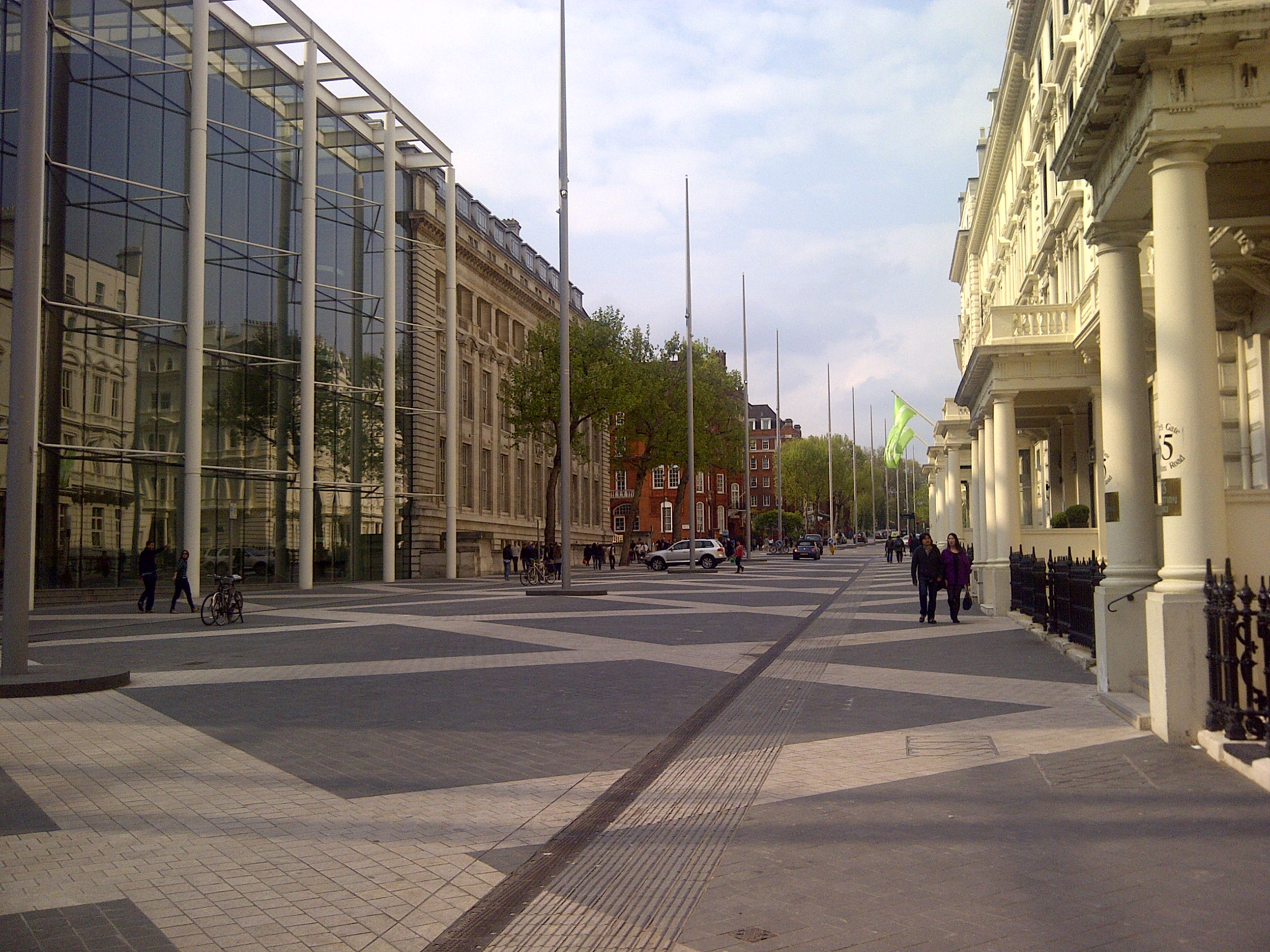
Exhibition Road tras la apertura del diseño de espacio compartido en 2012.

Exhibition Road es una calle situada en South Kensington, Londres que alberga varios museos e instituciones académicas importantes, como el Museo de Victoria y Alberto, el Museo de Ciencias y el Museo de Historia Natural.

## Descripción
La calle recibe su nombre de la Gran Exposición de 1851 que se celebró en el interior de Hyde Park, situado en el extremo norte de la calle. Forma el elemento central de la zona conocida como Albertopolis.
Proporciona acceso a muchas instituciones de importancia nacional, como el Museo de Victoria y Alberto, el Museo de Ciencias, el Museo de Historia Natural (que incluye el antiguo Museo Geológico), la Royal Geographical Society, el Imperial College London, y los campus internacionales de la Universidad Pepperdine y la Universidad Jaguelónica. También se sitúan en Exhibition Road el Goethe-Institut de Londres y la sala de reuniones de La Iglesia de Jesucristo de los Santos de los Últimos Días.

## Espacio compartido
El borough de Kensington y Chelsea celebró en 2003 una competición de diseño para mejorar el diseño de la calle y reflejar su importancia cultural. La competición fue ganada por el estudio de arquitectura Dixon and Jones con un diseño de espacio compartido para la calle y las calles que la rodean que da a los peatones mayor prioridad al mismo tiempo que permite el paso de tráfico rodado a una velocidad reducida. El proyecto también pretendía mejorar el valor artístico y arquitectónico del paisaje urbano, y se inspira en el trabajo del movimiento Townscape de Gordon Cullen. El proyecto fue completado antes de los Juegos Olímpicos de Londres 2012.

## Galería de imágenes

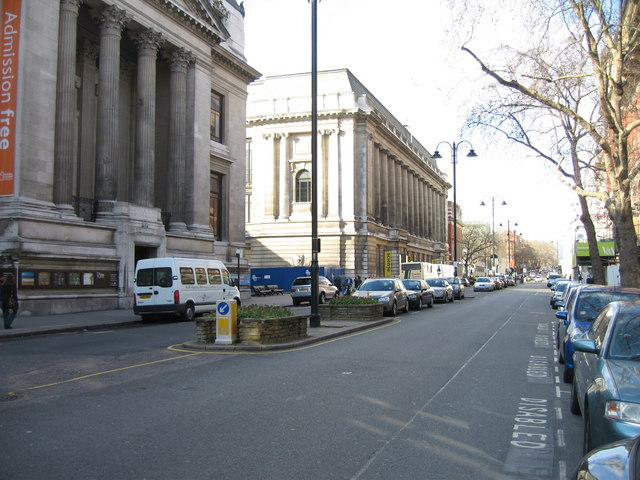
Mirando hacia el norte antes de la implementación del diseño de espacio compartido con el Museo de Ciencias a lo lejos.
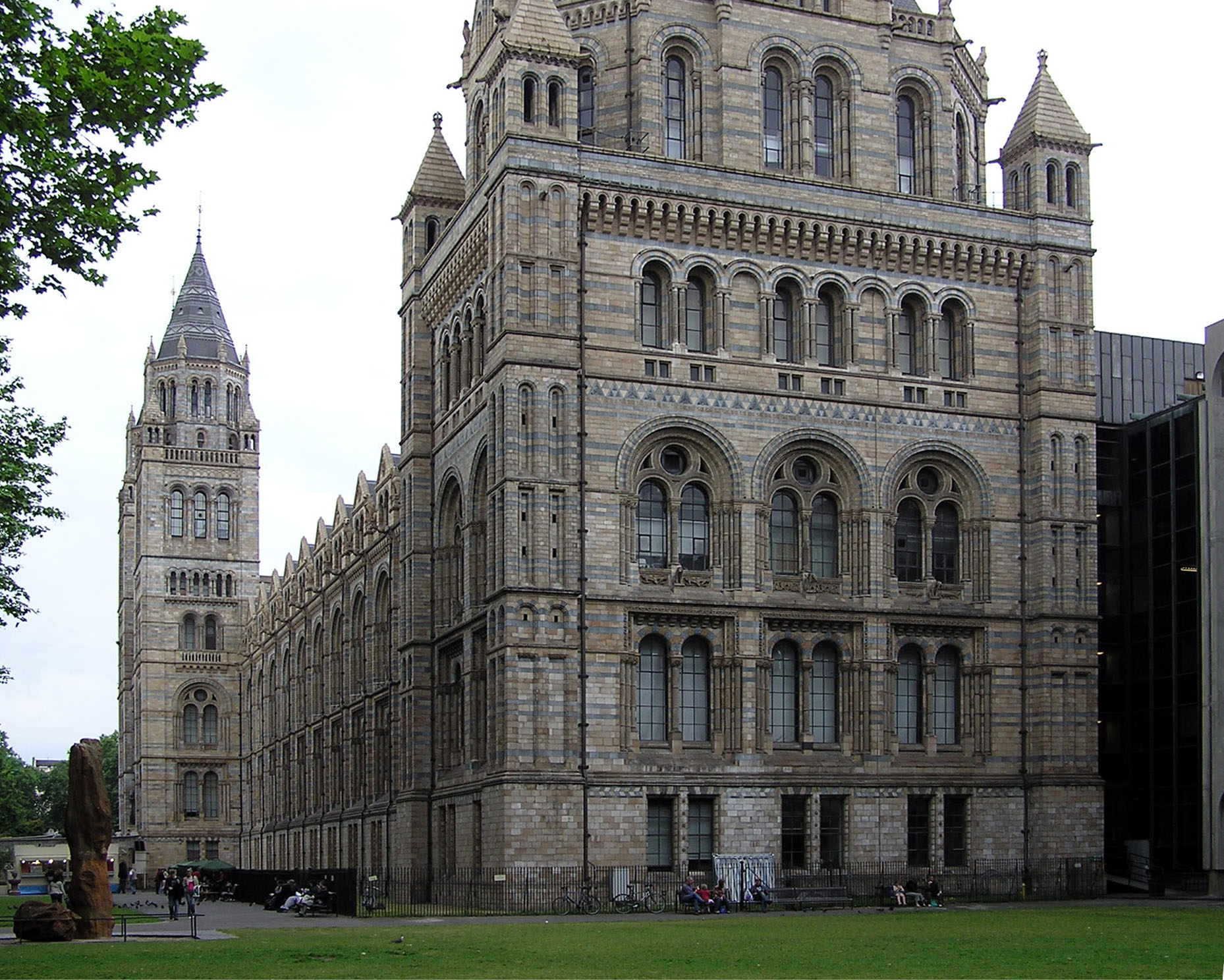
El Museo de Historia Natural desde Exhibition Road.
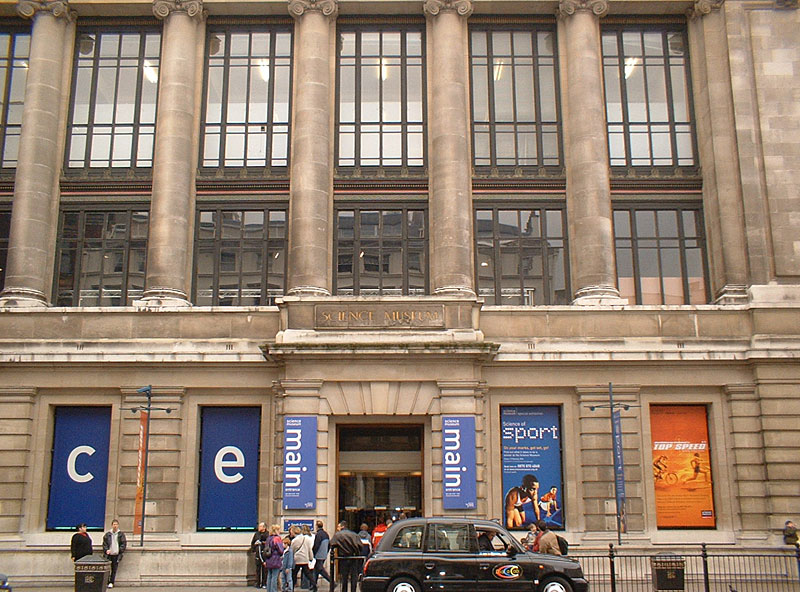
La entrada principal del Museo de Ciencias en Exhibition Road.
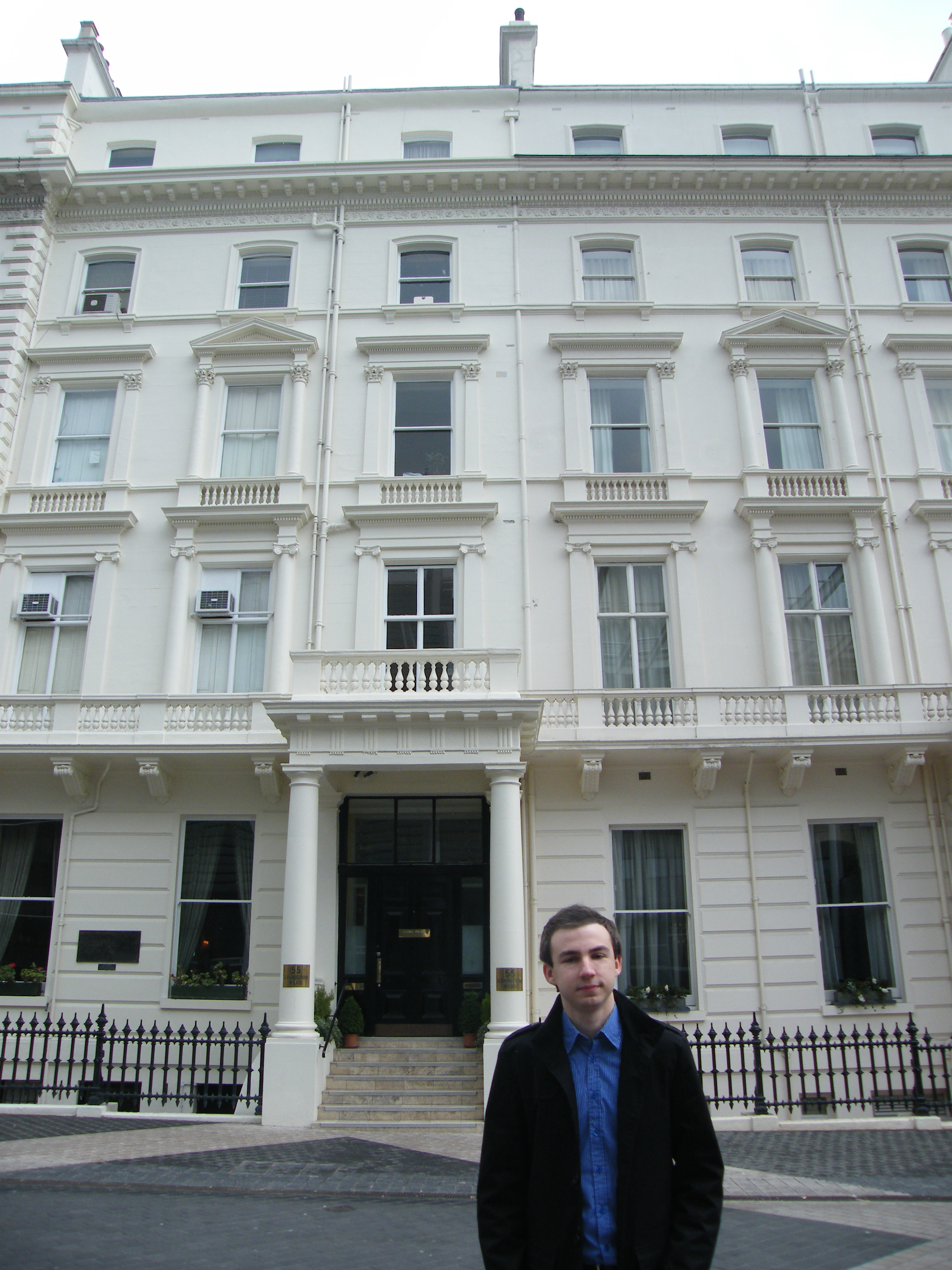
El periodista Paweł Rogaliński frente al Polish Hearth Club en el 55 de Exhibition Road.